# 暹罗区

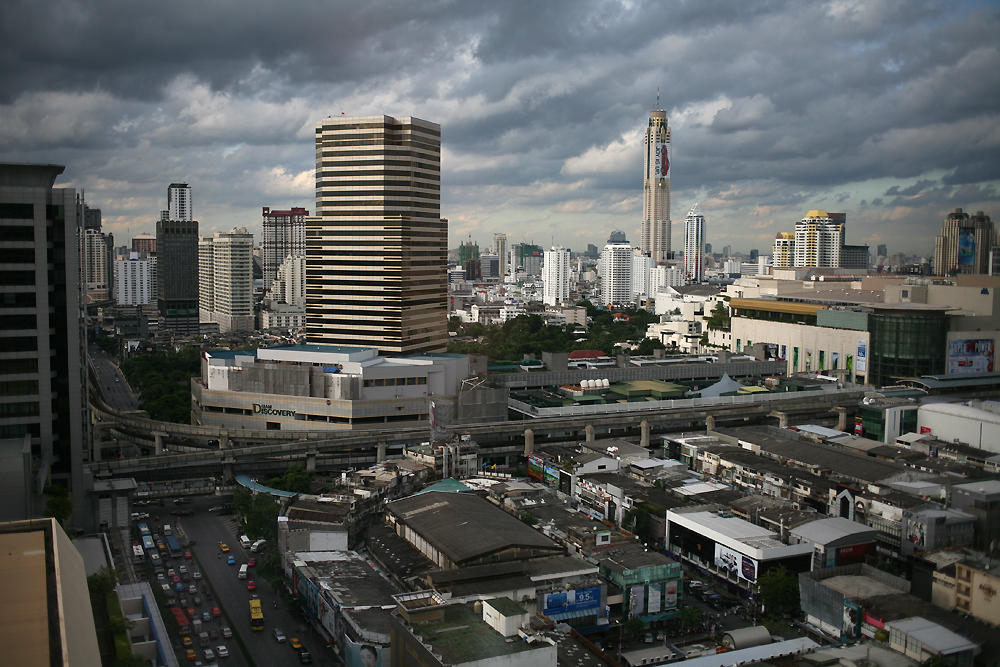
俯瞰暹罗区：右下角较矮的商场是暹羅廣場，在BTS高架轨道后从左至右分别为Siam Discovery、Siam Center、暹罗百丽宫，更远处的绿地属于沙巴吞宫

暹罗区（皇家轉寫：Yan Sayam），又译沙炎区，是泰国曼谷巴吞旺县的大型商业区域，拍喃一路横贯东西。曼谷数家大型商场暹羅廣場、Siam Center、暹罗百丽宫、MBK購物中心皆坐落于此。
本区原本是泰国王族宫殿用地。拍喃一路以北的土地是玛希敦·阿杜德亲王的私家宫殿用地，后外租商用；道路以南的暹罗广场为朱拉隆功大学所有。1965年，朱拉隆功大学在此开发经营暹罗广场，拍喃一路以北随后开办起数家冠以暹罗名号的商场，此地因而得名暹罗区。
暹罗区及紧邻的拉差巴颂地区是如今曼谷大型商场聚集的区域，被视为曼谷都市首要的购物中心。本区在20世纪60年代至70年代逐渐崛起，取代原商业中心汪布拉帕的地位，成为曼谷零售业及青年文化的中心，直至今日。1999年，曼谷BTS亦在此设站，素坤逸线和是隆線在暹罗车站交汇，巩固了该区的重要地位。

## 历史
1855年，四世王蒙固在今日的暹罗区一带建造了宫殿和佛寺巴吞哇那南寺。到19世纪80年代，五世王朱拉隆功又在此地兴建王室别墅。拍喃一路以北的土地后又成为玛希敦·阿杜德亲王的领地，这里的宫殿建筑群即沙巴吞宫。拍喃一路以南的土地坐落着另一座宫殿温莎宫，属于哇集鲁那希太子，但哇集鲁那希太子早亡，此地成为瓦栖拉兀亲王的领地。瓦栖拉兀即位为六世王，筹建朱拉隆功大学，遂将此地划入校园。
朱拉隆功大学长期未有开发此地，本地为棚户区所占据。1962年，棚户区遭大火化为灰烬，大学亦下令驱逐居民，着手在此地开设零售商场。1963年，暹罗广场因此开业。同期日本大丸株式会社亦在邻近的拉差巴颂投资设立了大丸商场。拍喃一路对面的王宫土地租赁予泛美航空，用以修建暹罗洲际酒店。1973年，负责运营酒店的曼谷洲际酒店公司又投资建成Siam Center。1985年，群侨商业中心在暹罗广场以西开业。同年，中央世界商業中心亦在拉差巴颂开业。1997年，正值亚洲金融风暴期间，曼谷洲际酒店公司又投资设立Siam Discovery商场。
自20世纪90年代起，暹罗区一直是曼谷年轻人聚集的地方。1999年，曼谷BTS在此设立暹罗站，进一步巩固此地的重要地位。暹罗区和邻近的拉差巴颂区一同成为曼谷的购物中心。2002年，暹罗洲际酒店停业，在2005年为暹罗百丽宫所取代。2008年，曼谷艺术文化中心开放参观。
此地亦是近年来曼谷市民游行的地点之一。